# 布赖沃
布赖沃（法語：Braives，法語發音：[bʁɛv]）是比利时瓦隆大区列日省瓦雷姆區的一个市镇，通行法语，是比利时法语社群的一部分，面积44.00平方千米，人口6,325人（2018年1月1日）。